# Kumlika recurviceps
Kumlika recurviceps är en insektsart som beskrevs av Oshanin 1913. Kumlika recurviceps ingår i släktet Kumlika och familjen Dictyopharidae. Inga underarter finns listade i Catalogue of Life.